# 한국의 장로 목록
한국의 장로 목록(List of elders of South Korea)은 대한민국에서 잘 알려진 기독교 장로들의 목록이다. 출생한 순서 따라서 목록화되어 있다. 감리교회에서는 장로를 권사(勸師, exhorter)로 호칭한다.
- 조만식
- 박관준(鹽光 朴寬俊(1875-1945.3) 장로
- 사광욱(史光郁, 일본식 이름: 史村光郁, 1909년 10월 7일 ~ 1983년 1월 2일)
- 한영제
- 차피득
- 김용기
- 장기려
- 차인태
- 손봉호
- 이만열
- 강영안

## 장로 정치인
- 이승만
- 김영삼
- 이명박

## 같이 보기
- 한국의 신학자 목록
- 한국의 목회자 목록